# Khalfia
Khalfia  (in arabo الخالفية‎?) è un centro abitato e comune rurale del Marocco situato nella provincia di Fquih Ben Salah, regione di Béni Mellal-Khénifra. Conta una popolazione di 15 451 abitanti (censimento 2014).